# Jan van Battel de jongere

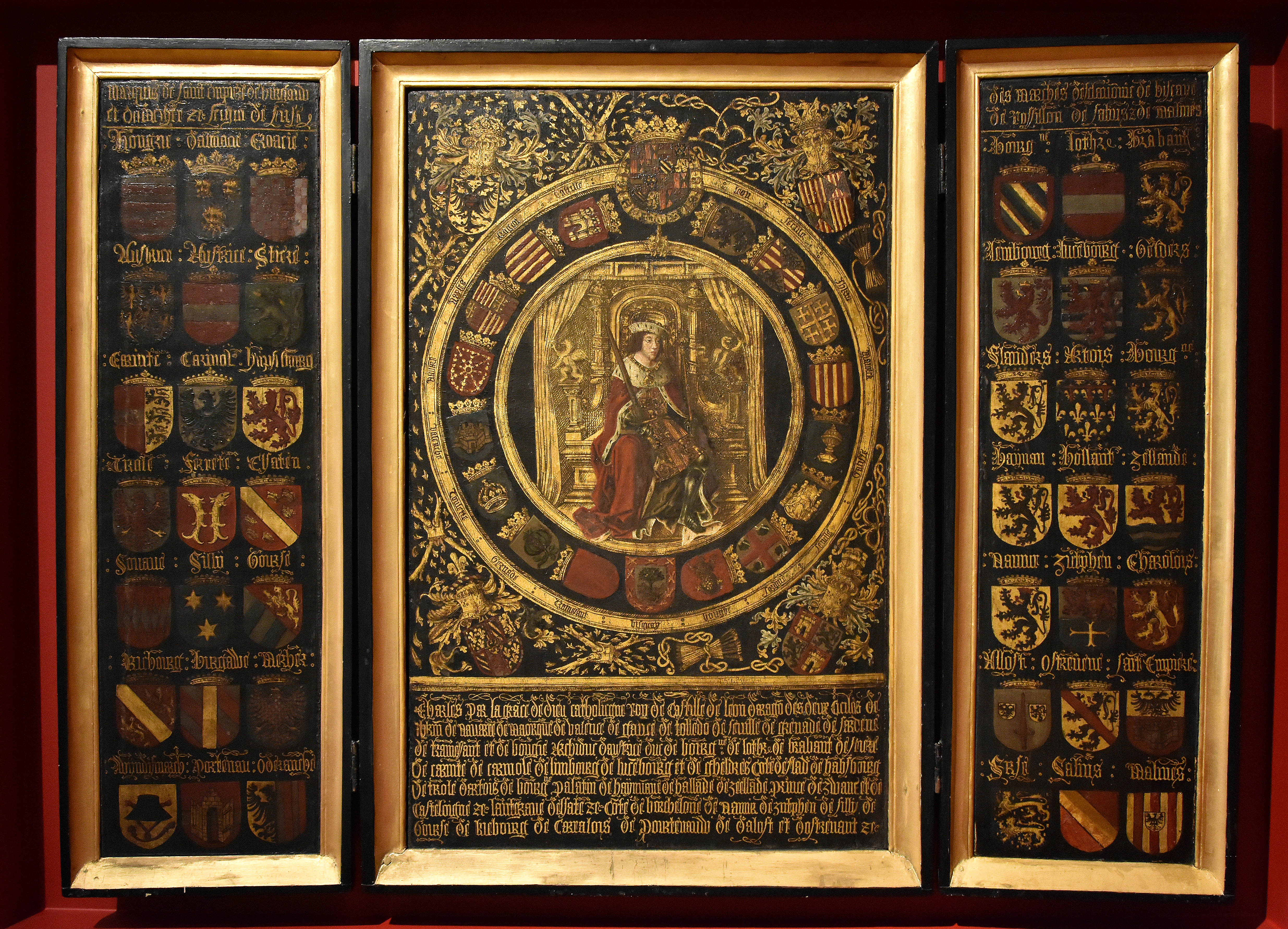
Triptiek met Karel V als koning van Spanje, 1517-1518, Musea & Erfgoed Mechelen

Jan van Battel de jongere (Mechelen, 1477 – aldaar,  5 juli 1557) was een kunstschilder afkomstig van een Mechelse schildersfamilie, die in Mechelen woonde en werkte.

## Biografische elementen
Jan van Battel was de zoon van de schilder Boudewijn van Battel (voor 1450 – na 1508) en zette de familietraditie verder. Zijn zoon Jacob werkte ook als schilder samen met zijn vader, maar stierf voor 1557. In het register van de huizenbelasting van Mechelen vindt men in 1554 Jan van Battel vernoemd voor een huis aan de Grote Markt en in de Bogaertstrate. Van Battel zou als alias Van der Wijck gebruikt hebben naar de familie van zijn grootmoeder. Over wat de alias was, van Battel of van der Wijck zijn discussies tussen de kunsthistorici nog steeds gaande, maar alleszins werd de schilder in de stadsrekeningen en de hertogelijke rekeningen van Battel genoemd.

## Werk
Van Battel was in eerste instantie werkzaam als decoratieschilder. Hij was dus vooral bezig met het schilderen in gebouwen, en het beschilderen van beeldhouwwerk, wapens en gebruiks- of pronkobjecten, maar schilderde daarnaast ook talrijke wapenborden. Tegenwoordig heeft de term een negatieve bijklank, men ziet een decoratieschilder als een ambachtsman wiens werken niet tot de grote schilderkunst kunnen gerekend worden, maar of dit in de middeleeuwen ook zo was in onzeker. Hij werd alleszins benoemd tot hofschilder door Karel V omstreeks 1520 en maakte voor hem een wapenboek van de Orde van het Gulden Vlies, waarvoor hem het zeer hoge bedrag van 1000 pond werd betaald. werd uitbetaald.
In de vroege zestiende eeuw werkte Jan van Battel bij gelegenheid samen met Jacob van Lathem, zoon van Lieven van Lathem onder meer aan de decoratie van de Sint-Goedelekerk te Brussel voor de herdenkingsdienst van Isabella I van Castilië in januari 1505 en aan een triomfwagen voor de herdenkingsdienst in 1516 van Ferdinand II koning van Aragon. Jacob van Lathem stierf in 1522 maar al voordien volgde Jan van Battel hem op als schilder van de wapenborden van het Gulden vlies. Het was trouwens in die periode dat hij benoemd werd tot hofschilder en kamerheer van Karel V.
Jan van Battel werkte veel voor de Bourgondische hertogen vanaf Filips de Schone en de landvoogdes Margareta van Oostenrijk, maar vooral voor Karel V, maar dit verhinderde niet dat hij ook talrijk opdrachten vervulde voor stedelijke en religieuze overheden en voor hovelingen.
Uit rekeningen van de Rijselse rekenkamer blijkt dat Jan van Battel actief was als schilder tot aan het einde van zijn leven in 1557. 

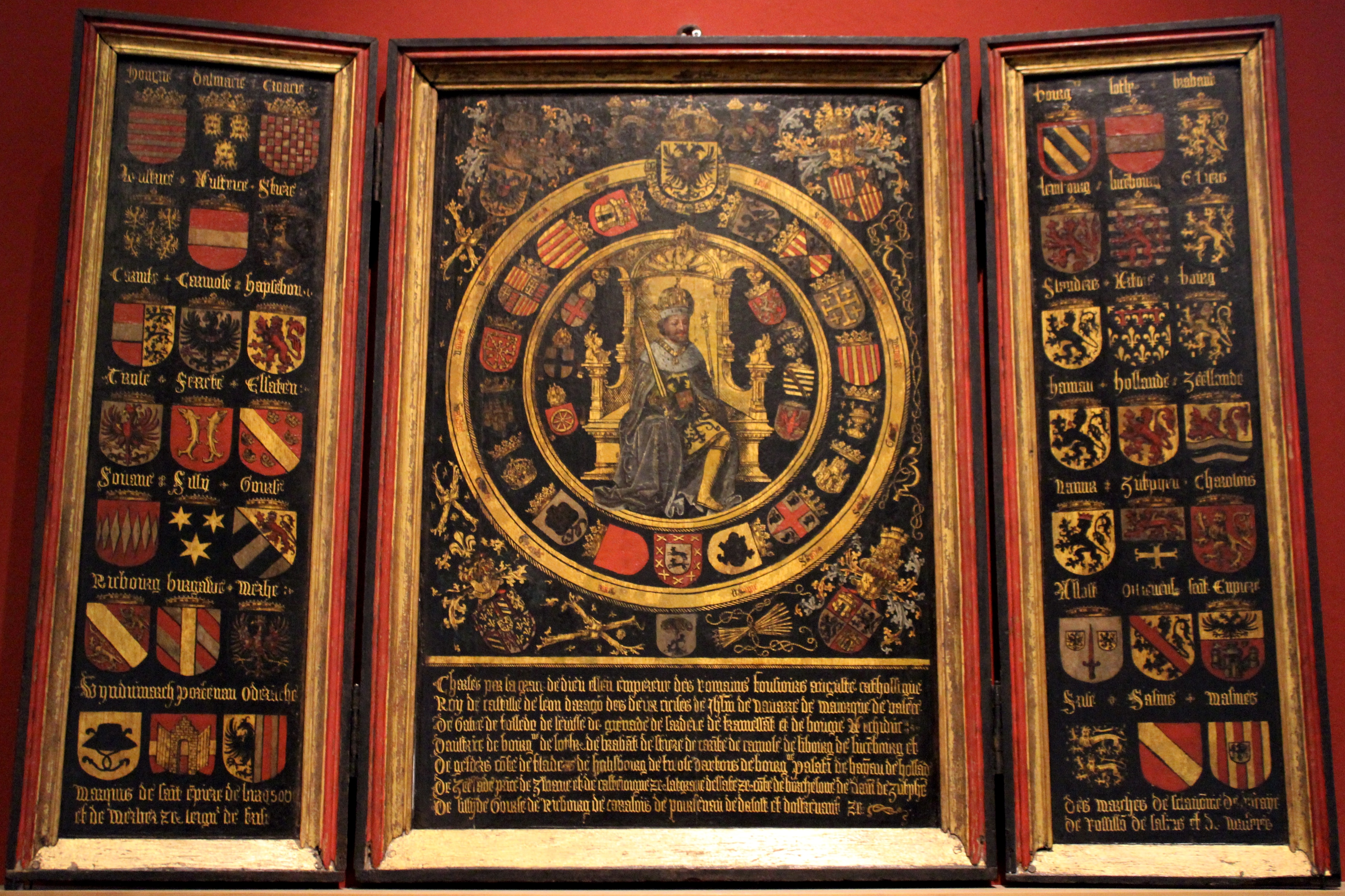
Triptiek met Karel V als keizer, vanaf 1519 (ca. 1530?), Deutsches Historisches Museum, Berlijn

## Werken
Tot voor kort waren alle de twee triptieken van Karel V bekend, maar bij een restauratie- en onderzoeksproject tussen 2009 en 2013, is aan het licht gekomen dat er nog 35 schilderijen , bewaard in de Grote Kerk in Den Haag, aan van Battel kunnen toegeschreven worden. Het zijn wapenborden van de ridders die deelnamen aan het negende kapittel van het Gulden Vlies, dat in 1456 in Den Haag plaatsvond. De werken werden geschilderd omstreeks 1545-1546 dus praktisch een eeuw na het kapittel. De originelen uit 1456 gingen namelijk verloren in een brand die in 1539 bijna het hele interieur van de Grote Kerk in Den Haag vernielde. Op vraag van de kerkmeesters werd door Karel V opdracht gegeven voor het schilderen van een nieuwe reeks aan Jan van Battel. 
In 1519 werd hij door de hertog betaald voor wapenboden die hij maakte voor Barcelona.
Voor het overige vinden we vooral opdrachten terug van de hertog en de stad voor de decoratie van gebouwen, het schilderen van blazoenen, schilden, banieren, vaandels wapenrokken en dergelijke. Buiten de sporen in de rekeningen is hiervan niets bewaard gebleven.
De bewaarde werken zijn:
- Triptiek met Karel V als koning van Spanje, 1517-1518. Olieverf op hout, Hof van Busleyden Mechelen, inv. S/0010
- Triptiek met Karel V als keizer, vanaf 1519 (ca. 1530?). Olieverf en tempera op hout, Deutsches Historisches Museum Berlijn, inv. Gm 2003/7.1-3.
- Haagse Gulden-Vliesborden, 1545-1546, 35 stuks, Grote Kerk, Den Haag
- Gulden-Vliesborden in het koor van Santa Eulalia in Barcelona. Jan van Battel (?),

## Web links
- Karel van Habsburg, Hof van Busleyden
- Jan van Battel (1477-1557)[dode link], (heraldisch) schilder in Mechelen. Kunstenaar, werken en nieuwe vondsten